# Molnfysik
Molnfysik är en gren inom meteorologi där man bland annat studerar hur dimma, moln och nederbörd bildas och utvecklas. Även studiet av atmosfärisk elektricitet som leder till åska ingår i molnfysiken. Andra saker som man studerar är molnens strålningsutbyte med omgivningen, optiska fenomen, molnsådd och olika typer av hydro- och termodynamiska processer där moln är inblandade.
Man studerar olika fysikaliska processer i atmosfären för att förstå kondensation och deposition som leder till bildning av de molndroppar och iskristaller som utgör molnen. Man studerar även kondensationskärnor och iskärnor som i praktiken är nödvändiga för bildning av molndroppar och iskristaller i atmosfären. Även processer som bestämmer molnens och nederbördens kemiska sammansättning studeras inom molnfysik.
Intresset för molnfysik drevs inledningsvis av flygsäkerhetsaspekter, exempelvis för att vilja förstå nedisning och turbulens. Även upptäckten med att artificiellt kunna påverka moln att bilda nederbörd drev bildandet av området. Törsten efter kunskaper för att förstå molnens roll i den globala uppvärmningen har gjort att molnfysik har fått förnyat fokus.

### Webbkällor
- American Meteorological Society: Glossary of Meteorology: Cloud physics Hämtat 2009-11-23
- Nationalencyklopedin, uppslagsord Molnfysik Hämtat 2009-11-23